# William Bambridge
William Samuel Bambridge (19. března 1820 Windsor – 1. května 1879 Wandsworth) byl anglický učitel, který doprovázel George Augusta Selwyna a Williama Charlese Cottona v misi Te Waimate na Novém Zélandu. Když se vrátil do Anglie, stal se fotografem královny Viktorie. Tři jeho synové byli významnými fotbalisty.

## Životopis
Bambridge se narodil ve Windsoru v Berkshire v Anglii jako druhý syn George White Bambridge a jeho druhé manželce Harrietě. Jeho otec byl profesionální flétnista, jehož první manželka zemřela dva roky po svatbě. Měl tři děti s Harriet, která zemřela v červnu 1821, krátce po narození svého třetího syna. George se znovu oženil v prosinci 1848 a jeho třetí manželka Marie mu porodila tři děti, z nichž poslední se narodilo v prosinci 1853, kdy bylo Georgovi 64 let. George zemřel v září 1860.

### Misionář
William Bambridge se oženil se Sophií Thoringtonovou v Cleweru dne 2. listopadu 1841. Bambridge vystudoval jako učitel a byl rekrutován Selwynem, který byl prvním biskupem na Novém Zélandu. Selwyn byl farářem ve Windsoru a učitelem na Eton College a rekrutoval většinu ostatních duchovních a ordinářů z okolí Etonu a Windsoru, aby ho doprovázeli na jeho misi.
Stejně jako jeho otec, Bambridge byl nadšený hudebník a flétnista, také dobrý vizuální umělec, maloval budovy mise, obyvatele, scenérie a aktivity. Jeho oblíbené techniky byla kresba a akverel.
V červenci 1842 Sophia porodila své první dítě – Williama Samuela, George Frederic se narodil v dubnu 1844. Třetí dítě Sophia Esther, se narodila v srpnu 1846 v Purewě. Sophie toužila po návratu do Anglie. Selwyna nakonec přesvědčila, aby propustil Bambridge z jeho smlouvy, a rodina konečně opustila Nový Zéland v prosinci 1847.

### Děti
Jeho děti byli aktivní fotbaloví hráči na mezinárodní úrovni.

### Fotograf
Krátce po návratu do Anglie se Bambridge připojil do studia Williama Foxa Talbota na hradě ve Windsoru. V roce 1854 byl jmenován královským fotografem královny Viktorie, u které zůstal zaměstnán 14 let. Mezi jeho portrétované patřili nejen členové královské rodiny a jejich mazlíčci, ale fotografoval také zátiší, scény z královských lovů atd. Mnoho jeho fotografií je nyní umístěno v Královské sbírce. Bambridge používal mokrý kolodiový proces, který vynalezl Frederick Scott Archer na negativních skleněných deskách.
Pozoruhodnou fotografií ve sbírce je portrét Hare Pomare, šéfa Māorů, který navštívil město Windsor krátce po smrti prince Alberta. Během návštěvy manželka náčelníka porodila a královna Viktorie se stala kmotrou dítěte, jménem Albert Victor Pomare. Bambridge byl požádán, aby fotografoval křtiny. Hare Pomare byl také tématem obrazu Williama Strutta.
Bambridge zemřel v londýnském Wandsworthu v květnu 1879 a je pohřben v kostele Clewer spolu se svým bratrem Georgeem a jejich otcem. Jeho úmrtní list uvádí, že zemřel na "Vyčerpání a paralýzu".

## Galerie

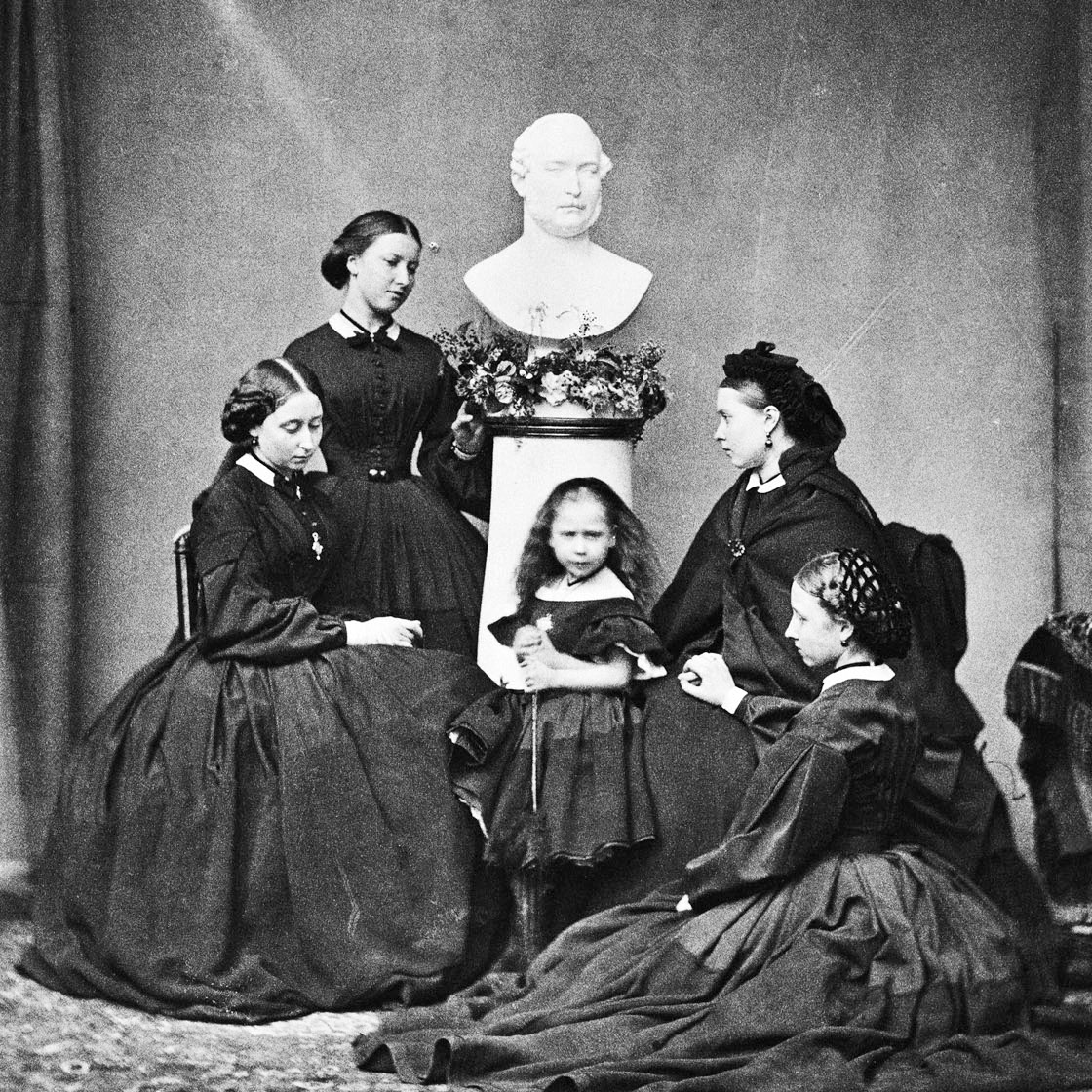
Pět dcer Viktorie: Alice, Helena, Beatrice, Victoria a Louise, 1962
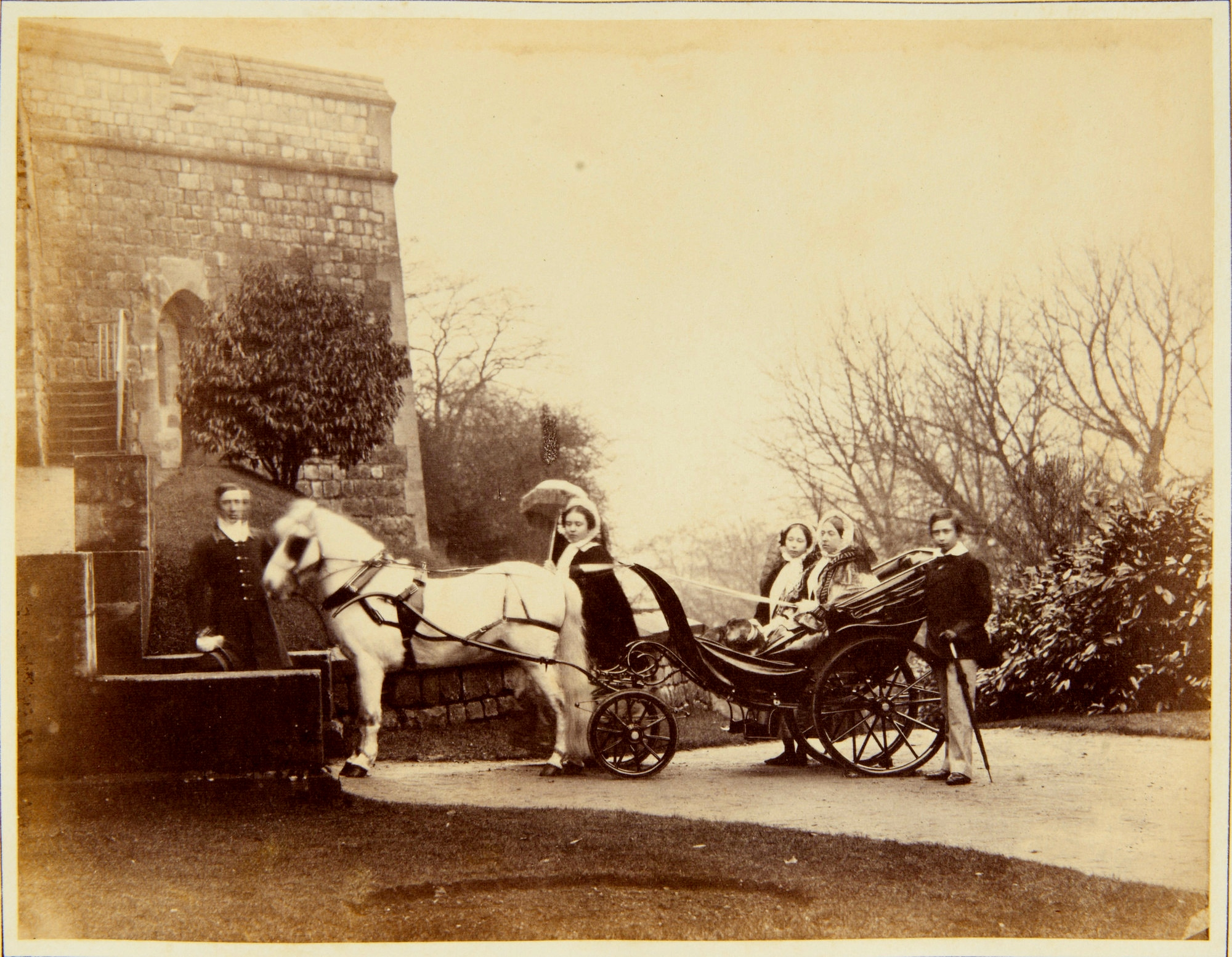
Her Majesty the Queen, The Prince of Wales, Princess Royal and Princess Alice, 1857
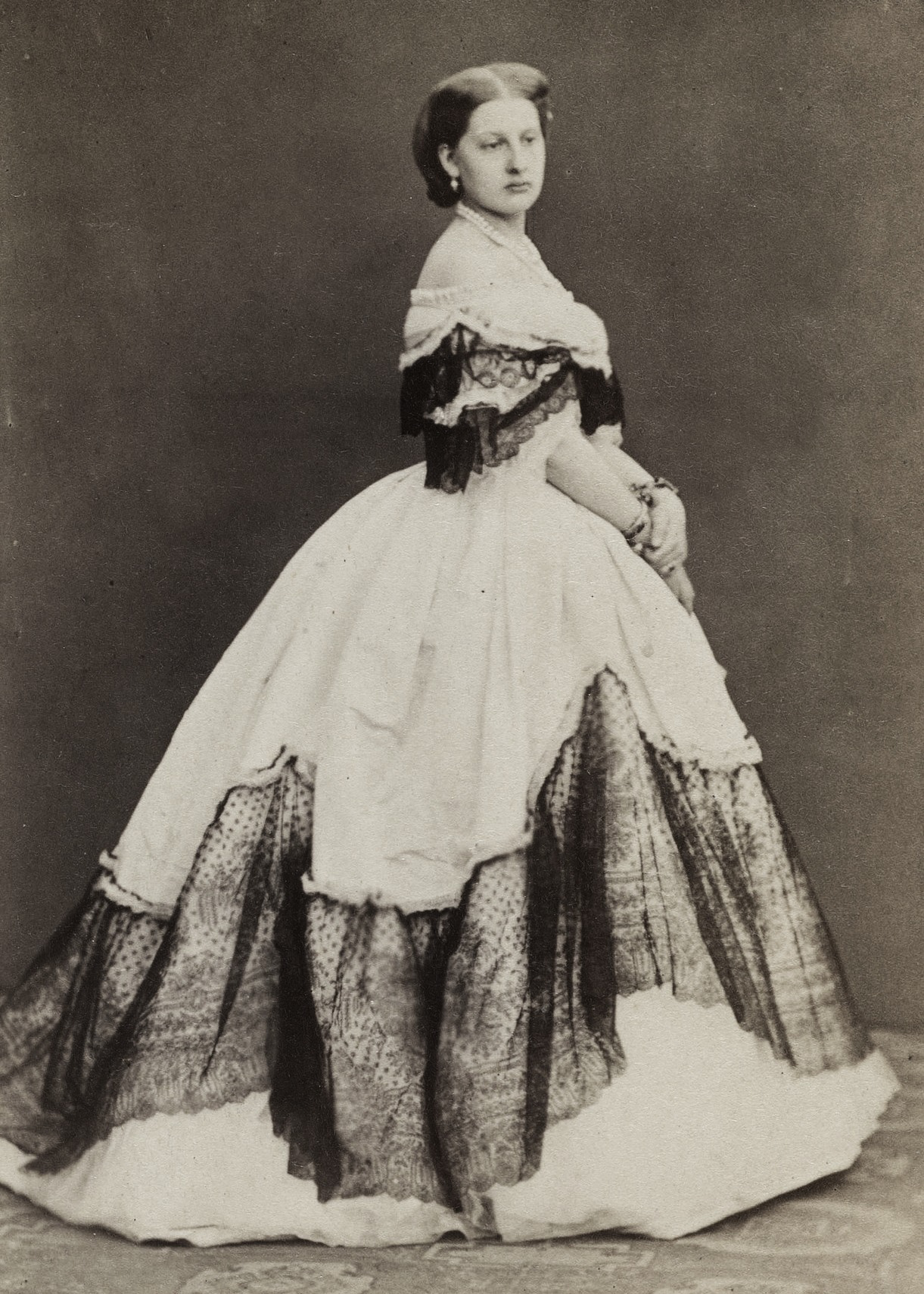
Princezna Antonie Portugalská, 1863
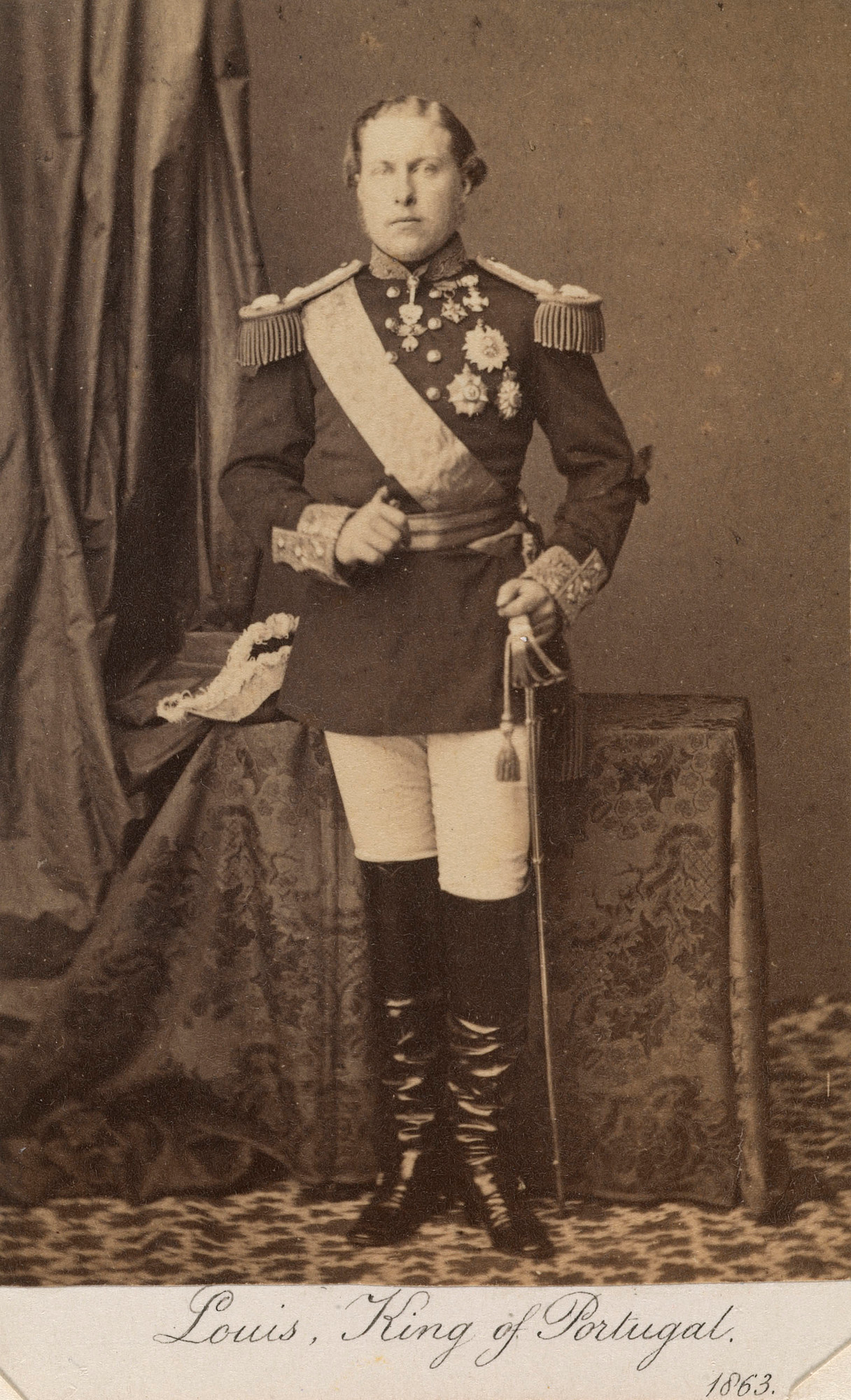
Král Ludvík I. Portugalský, 1863
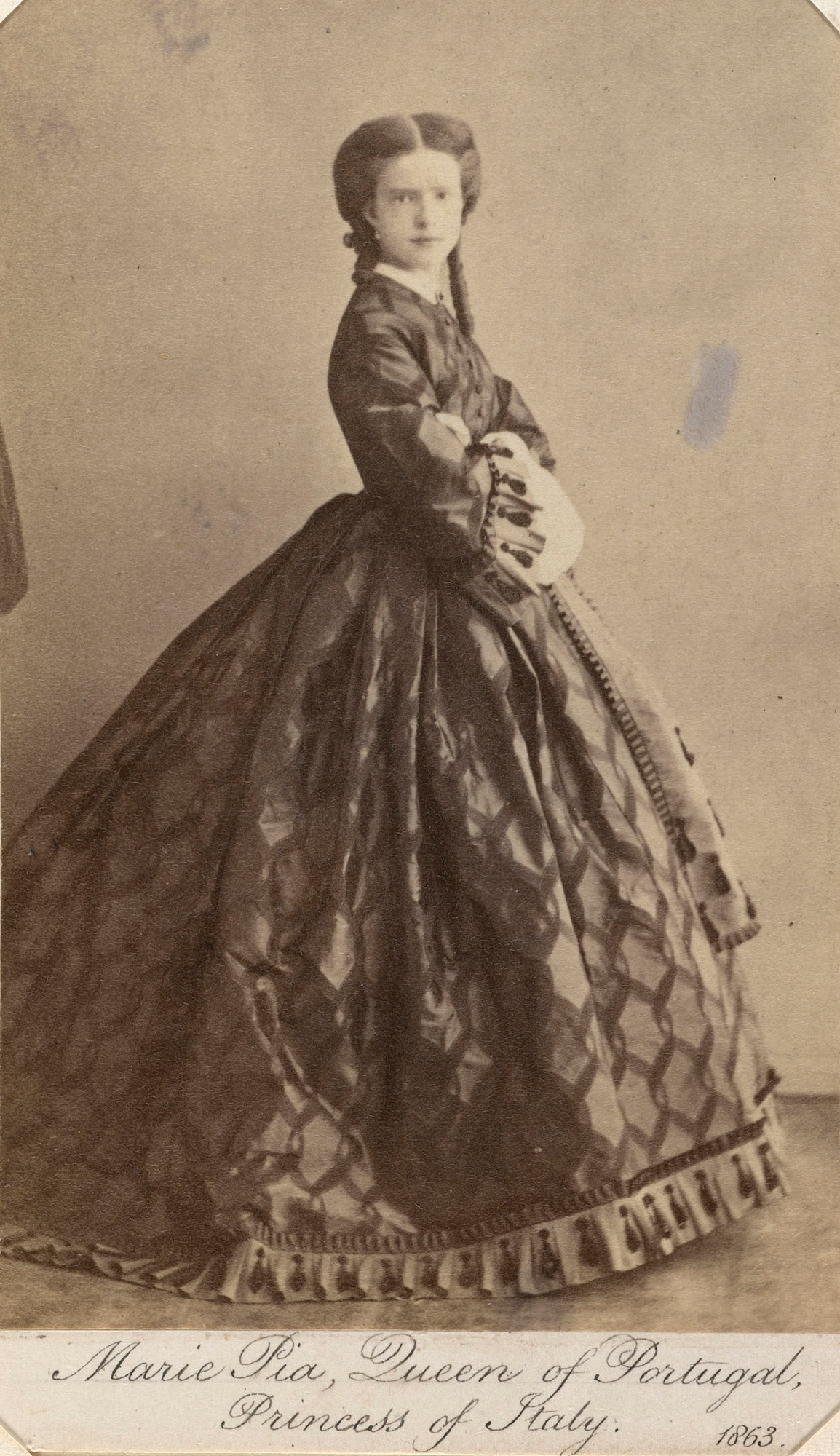
Queen Maria Pia of Portugal, Princess of Italy, 1863
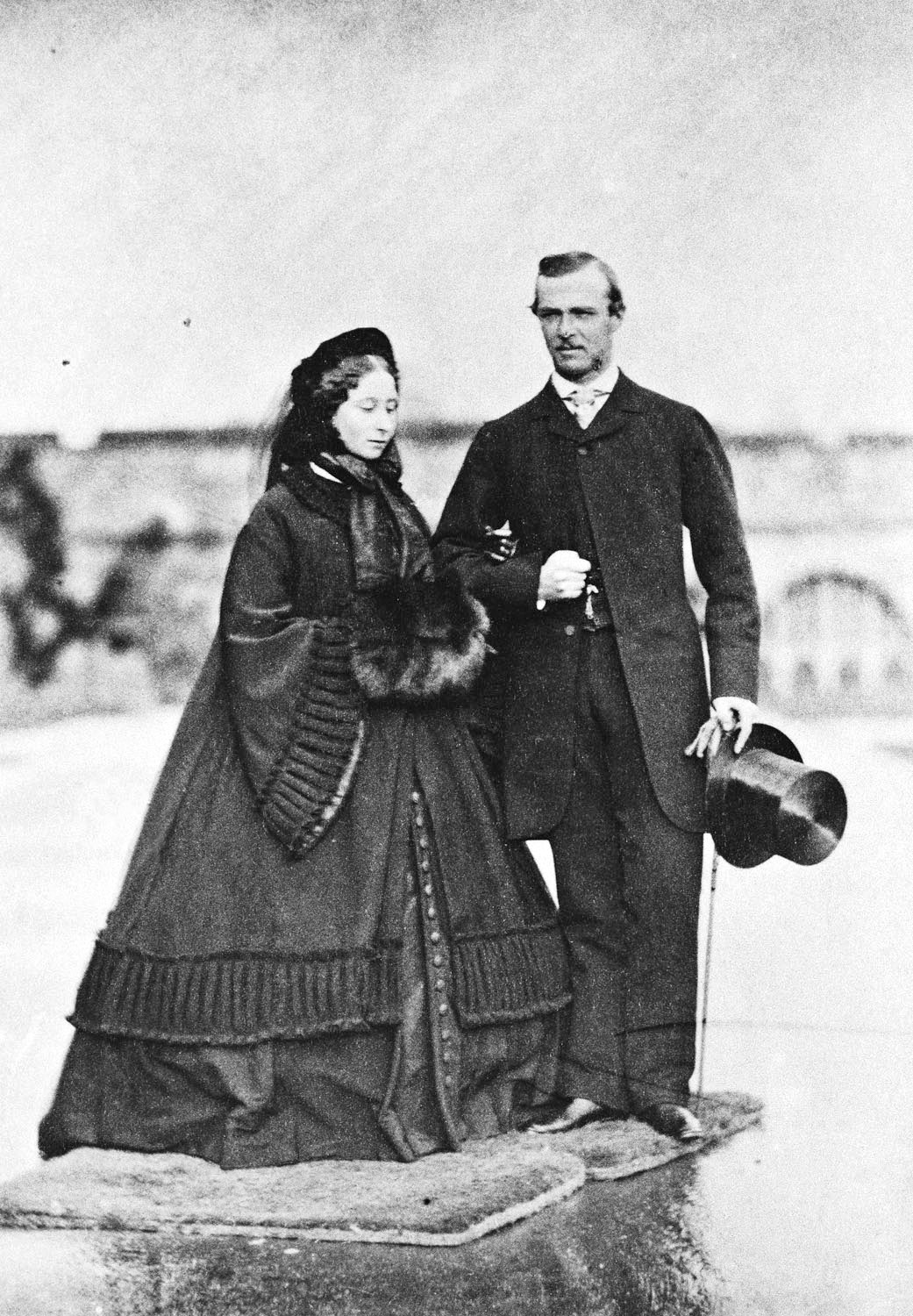
Princess Alice of the United Kingdom, with her fiancée Prince Louis of Hesse and by Rhine, 1860
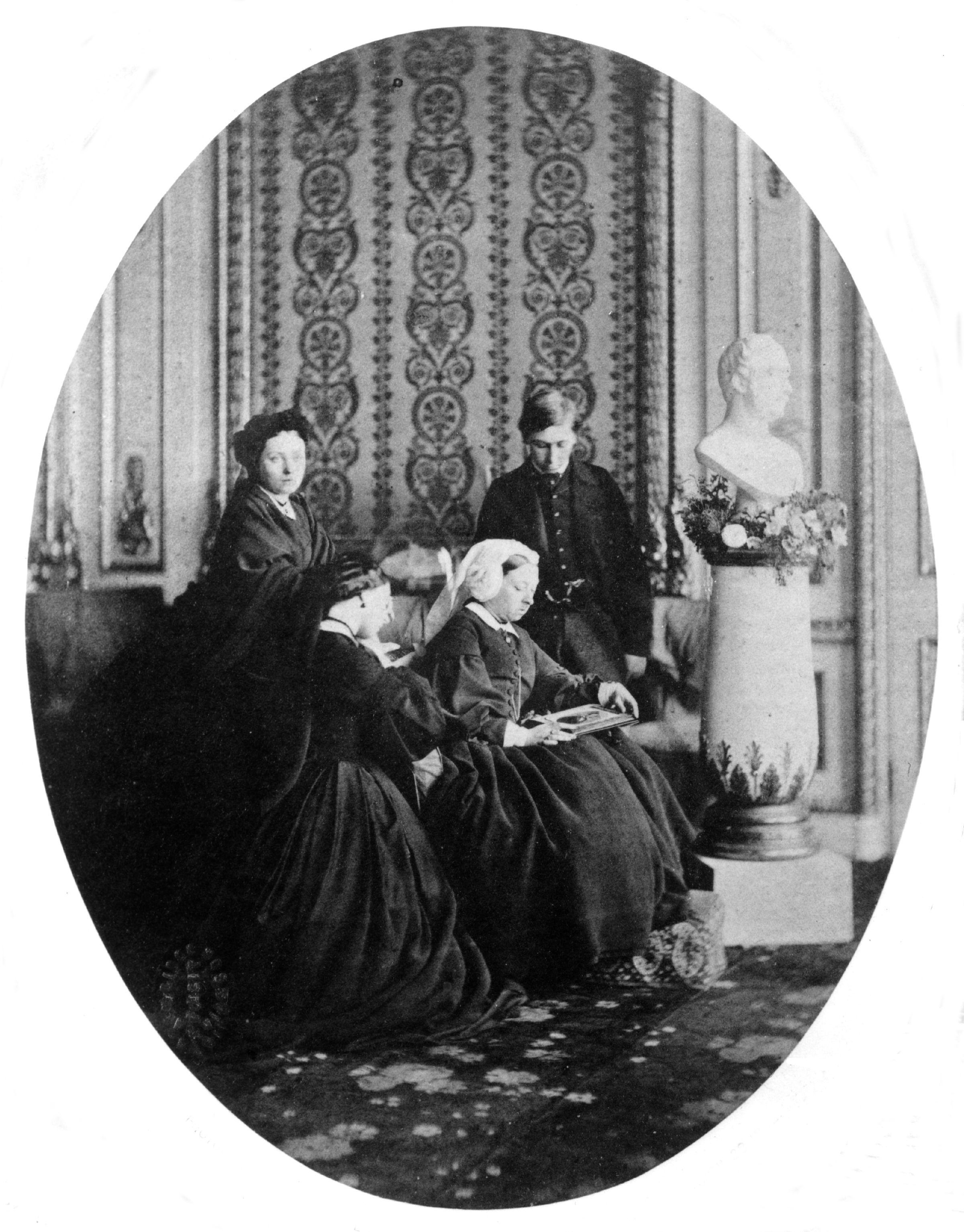
Royal mourning group, 1862
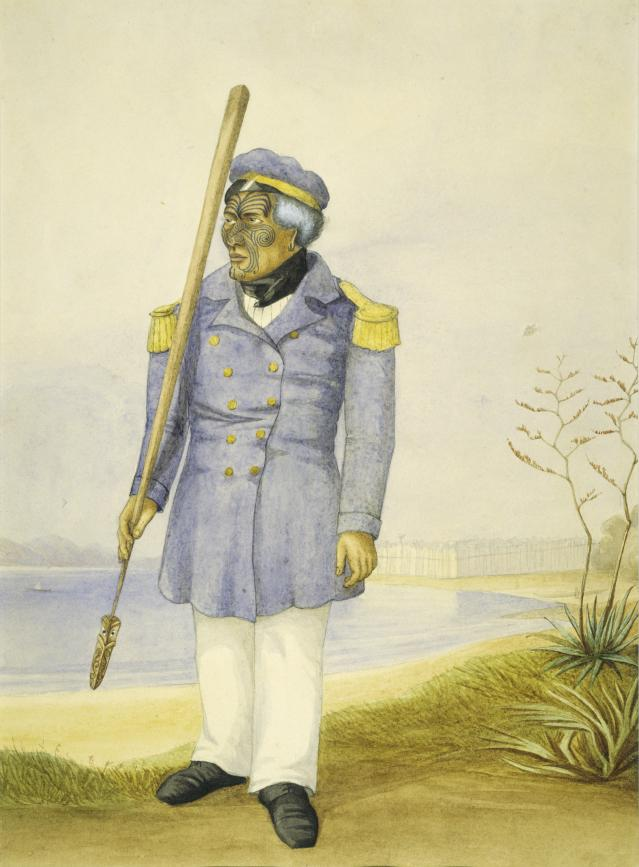
Maorský náčelník Te Rauparaha, barevná kresba neznámého autora inspirovaná fotografií W. B.
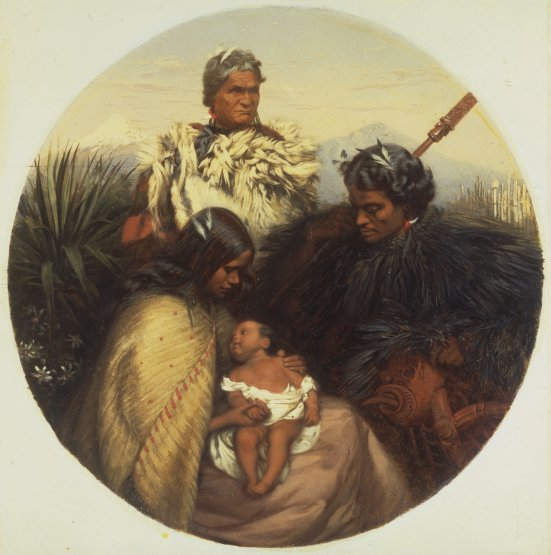
William Strutt: Hare Pomare, jeho žena Hariate s dítětem, 1863